# Троицкий авиационный технический колледж
Троицкий авиационный технический колледж — филиал федерального государственного бюджетного образовательного учреждения высшего профессионального образования «Московский государственный технический университет гражданской авиации» (МГТУ ГА). Является учреждением среднего профессионального образования. Колледж создан 1 сентября 1992 года и является правопреемником Троицкого авиационного технического училища гражданской авиации, именовавшегося ранее Троицким авиационно-техническим училищем гражданского воздушного флота сформированного 22 сентября 1947 года на базе упраздненных Троицкой военно-авиационной школы механиков (до 1943 года — 2-е Ленинградское военно-авиатехническое училище и Курганской авиационной школы пилотов ГВФ (до 1943 года — 73-я учебная эскадрилья ГВФ).
Колледж находится в городе Троицк, Челябинской области.

## Лицензия
Колледж имеет лицензию (приложение к лицензии МГТУ ГА) от мая 2010 года (на 5 лет) на право ведения образовательной деятельности в сфере среднего профессионального и дополнительного образования, выданную Рособрнадзором и Свидетельство о государственной аккредитации, выданное Росаккредагентством в июне 2010 года (на 5 лет) и имеет право на выдачу выпускникам, прошедшим итоговую государственную аттестацию, документов государственного образца с указанием квалификации по реализуемым образовательным программам.
Так же колледж имеет сертификат авиационного учебного центра (АУЦ) от марта 2011 года сроком на 1 год, позволяющий производить переучивание и повышение квалификации авиационного персонала авиапредприятий по программам дополнительного образования на базе среднего или высшего профессионального образования.
Переучивание и повышение квалификации производится по следующим видам подготовки:
— конструкция и техническое обслуживание ЛА и Д: Ан-2, Ан-24, Як-42, Ми-8МТВ, Boeing 737.
— конструкция и техническое обслуживание АиРЭО: Ан-2, Ан-24, Як-42, Ми-8МТВ, Boeing 737.

## Специальности
- 25.02.01 — Техническая эксплуатация летательных аппаратов и двигателей.

Срок обучения: 2 года 10 месяцев (на базе полного среднего образования, базовая подготовка), 3 года 10 месяцев (на базе общего среднего образования, базовая подготовка).
По специальности 25.02.01 готовятся техники-механики по технической эксплуатации самолётов и двигателей. Изучаемая техника: самолёты Як-42, Ан-24, Ан-2, Boeing 737 вертолет Ми-8МТВ.
В процессе обучения курсанты получают базовые знания по аэродинамике, конструкции самолётов и авиационных двигателей, технической эксплуатации авиационной техники. Практические занятия проводятся на авиационной базе колледжа по изучаемым типам воздушных судов.
- 25.02.03 — Техническая эксплуатация электрифицированных и пилотажно-навигационных комплексов.

Срок обучения 2 года 10 месяцев (на базе полного среднего образования), 3 года 10 месяцев (на базе общего среднего образования).
По специальности 25.02.03 готовятся техники по эксплуатации авиаприборов и электрооборудования воздушных судов. Курсанты получают знания по основам электротехники, автоматики и управления, электрифицированному оборудованию самолётов Як-42, Ан-24, вертолету Ми-8МТВ.
- 25.02.07 — Техническое обслуживание и ремонт двигателей, систем и агрегатов автомобилей.

Срок обучения 2 года 10 месяцев (на базе полного среднего образования), 3 года 10 месяцев (на базе общего среднего образования).
По специальности 25.02.07 готовятся техники по обслуживанию и ремонту современных автомобилей общего и специального назначения. Специализация — спецавтотранспорт аэродромов. Курсанты получают знания по конструкции и техническому обслуживанию автомобилей, организации работ по технической эксплуатации автотранспорта.
- 25.02.03 — Техническая эксплуатация электрифицированных и пилотажно-навигационных комплексов.

Срок обучения 2 года 10 месяцев (на базе полного среднего образования), 3 года 10 месяцев (на базе общего среднего образования).
По специальности 25.02.03 готовятся техники по эксплуатации авиаприборов и электрооборудования самолетов.
Курсанты получают знания по основам электротехники и электроники, автоматики и управления, электрифицированному оборудованию самолетов Ту-204, Як-42, Ан-24(26), вертолета Ми-8МТВ. Выпускники этой специальности работают в авиапредприятиях и других организациях.
- 09.02.07  — Программирование в компьютерных системах.

Срок обучения 2 года 10 месяцев (на базе полного среднего образования), 3 года 10 месяцев (на базе общего среднего образования).
По специальности 09.02.07 готовятся техники по разработке и сопровождению современного программного обеспечения и обслуживания автоматизированных систем. Курсанты получают базовые знания по операционным системам ЭВМ и информационных сетей, языкам высокого уровня Паскаль, C/C++. Изучают СУБД, компьютерное моделирование, архитектуру компьютеров. Колледж имеет выход в Интернет. Обучение проводится в 12 современных компьютерных классах.

## Известные выпускники
- Баачилов, Магомед Гусейнович (р. 1962) — российский государственный и военный деятель. Герой Российской Федерации Генерал-майор полиции.
- Качинский Станислав Витальевич — выпускник 1950 года. Герой Социалистического Труда (1983 г.)
- Курманчук Андрей Петрович — выпускник 1952 года. Герой Социалистического Труда (1963 г.)
- Малицкий Чеслав Иосифович — выпускник 1954 года. Герой Социалистического Труда (1974 г.)